# Хуей Ши
Хуей Ши (惠施, 380 до н. е./370 до н. е. — 310 до н. е./305 до н. е.) — китайський філософ, політик періоду Чжаньго, один із засновників «Школи імен» (мін-цзя).

## Життєпис
Хуей Ши народився в державі Сун, де мешкали нащадки правителів скинутої династії Шан-Інь і збереглася атмосфера поваги до стародавніх звичаїв. Однак у «Сюнь-цзи» сказано, що він «не дотримувався як закону (фа) колишніх зразкових володарів (ванів), не стверджував благопристойність (лі) і належну справедливість (і)». У цьому Хуей Ши був подібний своєму земляку й другові Чжуан-цзи.
Відхід Хуй Ши від традиції означав також те, що він сам впроваджував нові закони, досягнувши положення першого міністра (сян) у сусідній державі Вей за правління Хуей-вана (335–319 роки до н. е.), який навіть дарував йому як тезці «величне ім'я» (дамін) «Другий батько» (Чжун-фу).
У політичне сфері Хуей Ши уславився як прагматик, який пропонував різні рішення відповідно до обставин і часу, а також виступав за політичний союз «суміщення по вертикалі» (хе цзун) держав, розташованих по осі південь—північ, проти опозиційного «зв'язування по горизонталях» (ляньхен), тобто по осі схід—захід.

## Філософія
З Хуей Ши асоціюються ідеї народолюбства і пацифізму разом з його установкою на діалектичну аргументацію створили про нього уявлення як про прихильника Мо-цзи. Сьав одним із засновником Школи імен. Постає автором парадоксів, покликаних продемонструвати подібність (або навіть тотожність) сутностей, що розрізняються в найменуванні, завдяки чому він вважається родоначальником течії, що твердило щодо «збігу подібного й різного» (хетун і).
Виходячи з установки «вся пітьма речей і подібна і різна», Хуей Ши в першому парадоксі впровадив поняття «велике єдине» (та й), яке «настільки велике, що не має нічого назовні», і «мале єдине» (сяо і), яке «настільки мало, що не має нічого всередині». Характеристики «таке велике, що не має нічого зовні» і «таке мале, що не має нічого всередині» використані як визначення «Шляху-дао, що знаходиться між небом і землею».
У другому парадоксі, побудованому з використанням математичної терминології: «Те, що не має товщи (у хоу) не може накопичуватися (цзи — підсумовуватися, множитися, складати площу), але своїм розміром охоплює тисячі лі», — отримав загальнометодолгічну інтерпретацію онтологізованний морально—правовий принцип у хоу («відсутність прихильності товщи»), що дав назву першої з двох глав «Ден Сі-цзи» («Трактат Вчителі Ден Сі»), у якій володарю рекомендується відмовитися від «прихильності» і застосування покарань, подібно Небу.
У третьому і четвертому парадоксах продемонстрована специфічна для даосизму відносність понять: «Небо — низько, як земля; гори — врівень з водоймами», «Сонце, перебуваючи в зеніті, вже заходить; річ, народжуючись, вже вмирає».
У п'ятому парадоксі: «Велика подоба (та тун) і мала подоба (сяо тун) різні — це називається малою подобою і розходженням; вся пітьма речей повністю подібна один одному і повністю різна один з одним — це називається великою подібністю і розходженням», — вперше доданий самий загальний онтологічний і методологічний сенс біному датун, який став однією з найважливіших категорій китайської філософії, що виражає насамперед історико—культурну та соціально—політичну утопію Великого єднання людей в ідеально гармонізованому суспільстві на кшталт єдиного організму.
Схожа ідея закладена у десятому парадоксі: «Слід безмежно любити всю пітьму речей, бо небо та земля — одне тіло», в якому присутній як моістський мотив «об'єднуючою любові» (цзянь ай), так і центральна для всієї китайської філософії концепція «єдинотілесності» світобудови, або «співпадаючої єдності неба і людини» (тяньженьхе і).
Найважливішим досягненням Хуей Ши стало антиномічно акцентоване теоретичне виокремлення з морально—прагматизованих побудов перших китайських філософів загальнометодологічної логіко—лінгвістичної проблематики, яка склала основу для подальшого розвитку давньокитайської протологіки «школи імен», пізніх моїстів й Сюнь-цзи.